# Chorotypus brunneri
Chorotypus brunneri is een rechtvleugelig insect uit de familie Chorotypidae. De wetenschappelijke naam van deze soort is voor het eerst geldig gepubliceerd in 1910 door Kirby.